# Площадь Машиностроителей (Уфа)
Площадь Машиностроителей (разг. — «Машинка») — площадь на Первомайской улице в Черниковке города Уфы. Должна была стать второй городской площадью города Черниковска.

## Ансамбль
Площадью заканчивается Первомайская улица. Доминанта площади — Дворец культуры «Моторостроитель». К площади примыкает Первомайский парк.
Ранее на площади, возле Дворца культуры, находился фонтан «Полёт» со скульптурой мальчика и лебедя.

## История
По проекту, будущая центральная Новая улица города Черниковска (ныне — Первомайская) начиналась и заканчивалась площадями и одинаковыми Дворцами культуры.
В 1952 заложен фундамент Дворца культуры моторостроителей Уфимского моторного завода (по аналогичному проекту построен Дворец культуры имени С. Орджоникидзе), но строительство остановилось.
В 1965—1969, на средства УМЗ, строительным трестом № 3 построен Дворец культуры «Моторостроитель».
В 2020 представлен проект фонтана на площади. В 2022 стоимость проекта фонтана на площади составляла 3,5 млн рублей.